# كأس ساموا المستقلة 2014
كأس ساموا المستقلة 2014 هو موسم من كأس ساموا المستقلة. فاز فيه Vailima Kiwi FC ‏.